# بچرو
بچرو (به انگلیسی: Bachro) یک روستا در پاکستان است که در ناحیه جیکب‌آباد واقع شده‌است.